# Ivar Aasen
Ivar Aasen (noruec: Ivar Andreas Aasen)  (Ørsta, 5 d'agost de 1813 - Christiania, 23 de setembre de 1896) va ser un filòleg noruec que establí el segon estàndard d'escriptura de la llengua noruega, el landsmål (que posteriorment esdevindria el nynorsk).

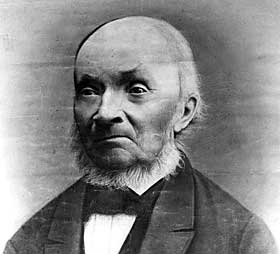
Ivar Aasen

Aasen nasqué a Ørsta, a la costa occidental de Noruega, fill d'un pagès. De 1843 a 1846 viatjà per l'oest del país recollint característiques i paraules dels diferents dialectes que s'hi parlaven. A partir d'aquests establí una llengua escrita comuna, tot publicant-ne una gramàtica (1864) i un diccionari (1873). Ell mateix emprà el nou sistema en diversos poemes i guanyà ràpidament suport.
És autor, entre altres obres, del poema Nordmannen («El noruec») conegut també com a Mellom bakkar og berg («Entre turons i muntanyes») publicat en cinc versions diferents del 1863 al 1875 a Symra.

## Obra[2][7][8][9][10][11][12]
- Om vort skriftsprog (1836, imprès a la revista Syn og Segn l'any 1909) («Sobre la nostra llengua escrita»)[13]
- Det norske folkesprog grammatik (1848) («Gramàtica de la llengua popular a noruega»)
- Ordbog over det norske folkesprog (1850) («Diccionari de la llengua popular a noruega»)
- Søndmørsk Gramatik (1851) («Gramàtica de Søndmørsk»)[14]
- Prøver af Landsmaalet i Norge (1853) («Exemples de la llengua nacional de Noruega»)
- En liden Læsebog i gammel norsk (1854) («Un petit llibre de lectura en noruec antic»)
- Norske Plantenavne (1860) («Noms de plantes noruecs»)
- Norske Ordsprog (1856, revisada a 1881) («Proverbis noruecs»)[15]
- Norsk Grammatik (1864) («Gramàtica noruega»)
- Norsk Ordbog med dansk Forklaring (1873) («Diccionari noruec»)
- Norsk Maalbunad (1876 / 1925): Recull de paraules noruegues.[16]
- Norsk Navnebog (1878) («Llibre de noms noruecs»). Últim llibre publicat en vida.[17]
- Norske Minnestykke (1921-1923) («Records noruecs»)

### Poesia
- Symra (1863): Recull de poesia publicat inicialment de forma anònima. Inclou els poemes més populars com Nordmannen i Dei gamle Fjelli.[18]

### Prosa
- Reise-Erindringer og Reise-Indberetninger (1842-1847) (1917) («Memòries de viatge i informes de viatge»)
- Skrifter i Samling («Escrits en col·lecció»)

### Teatre
- I Marknaden (1854)[19] («Al mercat»)
- Ervingen (1855 i 1874)[20] («L'hereu»)